# ローゼンバッハ駅
ローセンバッハ駅（ローセンバッハえき）はオーストリア連邦ケルンテン州フィラッハ＝ラント郡にある、オーストリア国鉄651号線の駅である。

## 駅構造

### ホーム
2面3線の地上駅。駅舎に面した片側ホーム1面と、島式ホーム1面2線からなるが、通常列車が発着するのは2番線である。
| 番線 | 路線    | 方向   | 行先                                                                   | 備考         |
| ---- | ------- | ------ | ---------------------------------------------------------------------- | ------------ |
| 2    | 651号線 | 北方向 | フィラッハ、フェルトキルヒェン、ザンクトファイト、クラーゲンフルト方面 | 普通(S2系統) |

### ダイヤ[2]
- ケルンテン州Sバーン　S2系統の事実上の終着駅。フィラッハ→フェルトキルヒェン方面への列車が、平日1時間に1本、休日2時間に1本発車する。
- スロヴェニア方面へ線路は伸びているが、スロヴェニアへの直通列車は全て通過する。ただし、スロヴェニア方面からの直通列車は、イェセニツェ発の列車が平日のみ一日1本停車する。
- 当駅発の快速は運行していなが、クラーゲンフルト、フィラッハ方面発の当駅通過の快速は一日1往復運行している。

## 隣の駅
オーストリア国鉄
651号線
普通(S2系統)
ヴィンクル・イン・ローゼンタル駅 - ローゼンバッハ駅 (← イェセニツェ駅)

## その他
旅客列車が発着する駅の中では、オーストリア最南端で、スロヴェニアとの国境に近い。なお、バス代行運行中の区間を含めると、ローゼンタル線のファイシュトリッツ・イム・ローゼンタル駅の方が南に位置する。